# 中小企業診断士の登録等及び試験に関する規則
中小企業診断士の登録等及び試験に関する規則（ちゅうしょうきぎょうしんだんしのとうろくとうおよびしけんにかんするきそく、平成12年9月22日通商産業省令第192号）は、中小企業診断士の登録や試験について定めた通商産業省令である。
中小企業支援法に基づき定められたものである。

## 構成
- 第1章 中小企業診断士の登録等 
  - 第1節 中小企業診断士の登録（第1条 - 第17条）
  - 第2節 登録実務補習機関の登録（第18条 - 第33条）
  - 第3節 登録養成機関の登録（第34条 - 第35条）
  - 第4節 理論政策更新研修機関の登録（第36条 - 第37条）
- 第2章 中小企業診断士試験（第38条 - 第47条）
- 第3章 指定試験機関（第48条 - 第59条）
- 附則